# Seydlitz (1903)
Le Seydlitz est un navire de charge et à passagers, le troisième navire Reichspostdampfer (de) de la classe Feldherren (de).
Il est baptisé en hommage à Friedrich Wilhelm von Seydlitz.

## Histoire
Le Seydlitz fait à partir du 5 août 1903 six allers-retours entre l'Europe et l'Asie de l'Est puis, entre février 1905 et mars 1906, dix-huit voyages vers l'Australie. Ensuite le navire fait entre mars 1906 et avril 1914 sept voyages entre l'Europe et New York ainsi qu'un voyage en Amérique du Sud en mars 1913 et un voyage vers Philadelphie en octobre 1913.
Lors de ce voyage vers Philadelphie, le Seydlitz et de nombreux autres bateaux qui traversent l'océan Atlantique (comme le Grosser Kurfürst (de)) portent secours au navire à passagers britannique Volturno (de) qui a pris feu et sauvent 46 naufragés.
Le 3 juin 1914, le Seydlitz est de nouveau affecté à l'Australie. Au début de la Première Guerre mondiale, il se trouve à Sydney. Sous le commandement du capitaine Leuss, il parvient toutefois à quitter le port le 3 août 1914 et part vers Valparaiso, au Chili. Jusqu'au début de la guerre, la Norddeutscher Lloyd et la HAPAG négocient la création d'une ligne vers l'Asie de l'Est, dont l'ouverture était prévue d'être faite par le Seydlitz le 15 octobre 1914.
Lorsque le vice-amiral Maximilian von Spee, commandant de l'escadre d'Extrême-Orient, arrive en Amérique du Sud, le Seydlitz part, chargé de 4 150 t de charbon, vers la bataille de Coronel pour ravitailler les navires de guerre dans la baie de Saint-Quentin le 21 novembre. Il ravitaille d'autres navires à vapeur puis suit l'escadre comme l'un des trois navires auxiliaires lors de son entrée dans l'océan Atlantique le 26 novembre.
Le 8 décembre, l'escadre arrive aux îles Malouines et est détruite par la flotte britannique plus importante. Seuls le croiseur léger SMS Dresden et le Seydlitz ne sont pas coulés. Une réunion des deux navires échoue. Le Seydlitz se cache dans différents ports de Patagonie puis est interné le 24 janvier 1915 dans le port militaire de Bahía Blanca. En 1917, l'équipage détruit les moteurs.
Après la guerre, selon l'accord du Colombus, le Seydlitz, son sister-ship Yorck et quatre autres navires (Gotha, Göttingen, Holstein (de) et Westfalen) ne sont pas remis aux vainqueurs.
Après des réparations et une reconstruction pour devenir un navire pouvant prendre 666 passagers de deuxième et troisième classes, le Seydlitz, sous le commandement du capitaine Rehm, devient le premier navire de la NDL à repartir depuis la fin de la guerre. Le 12 novembre 1921, il part pour un voyage faisant escale à La Corogne, Villagarcía de Arosa et Vigo vers le Brésil et le Río de la Plata. Après ce voyage, le 11 février 1922, il part pour les États-Unis. En 1927, lui, le Yorck et le Hannover (de) sont affectés à une ligne faisant plus du fret entre Hambourg, Bremerhaven et Philadelphie, Baltimore. En janvier 1928, le Seydlitz est de nouveau réaménagé pour être un navire à passagers pour des cabines, des touristes et des troisième classe et affecté à une ligne vers La Havane et Galveston. Le 27 juin 1931, il fait son dernier voyage à Galveston. En juillet 1931, à cause de la crise, il est mis à l'arrêt à Bremerhaven. En 1933, la NDL le démonte.

## Source de la traduction
- (de) Cet article est partiellement ou en totalité issu de l’article de Wikipédia en allemand intitulé « Seydlitz (Schiff, 1903) » (voir la liste des auteurs).